# Pleistacantha maxima
Pleistacantha maxima is een krabbensoort uit de familie van de Inachidae. De wetenschappelijke naam van de soort is voor het eerst geldig gepubliceerd in 2006 door Ahyong & Lee.